# 3927 Фелісіяплатт
3927 Фелісіяплатт (3927 Feliciaplatt) — астероїд головного поясу, відкритий 5 травня 1981 року.
Тіссеранів параметр щодо Юпітера — 3,657.